# Aziz Yıldırım
Aziz Yıldırım (* 2. November 1952 in Ergani) ist ein türkischer Unternehmer und Fußballfunktionär. Er war von 1998 bis 2018 Präsident des Sportvereins Fenerbahçe SK.

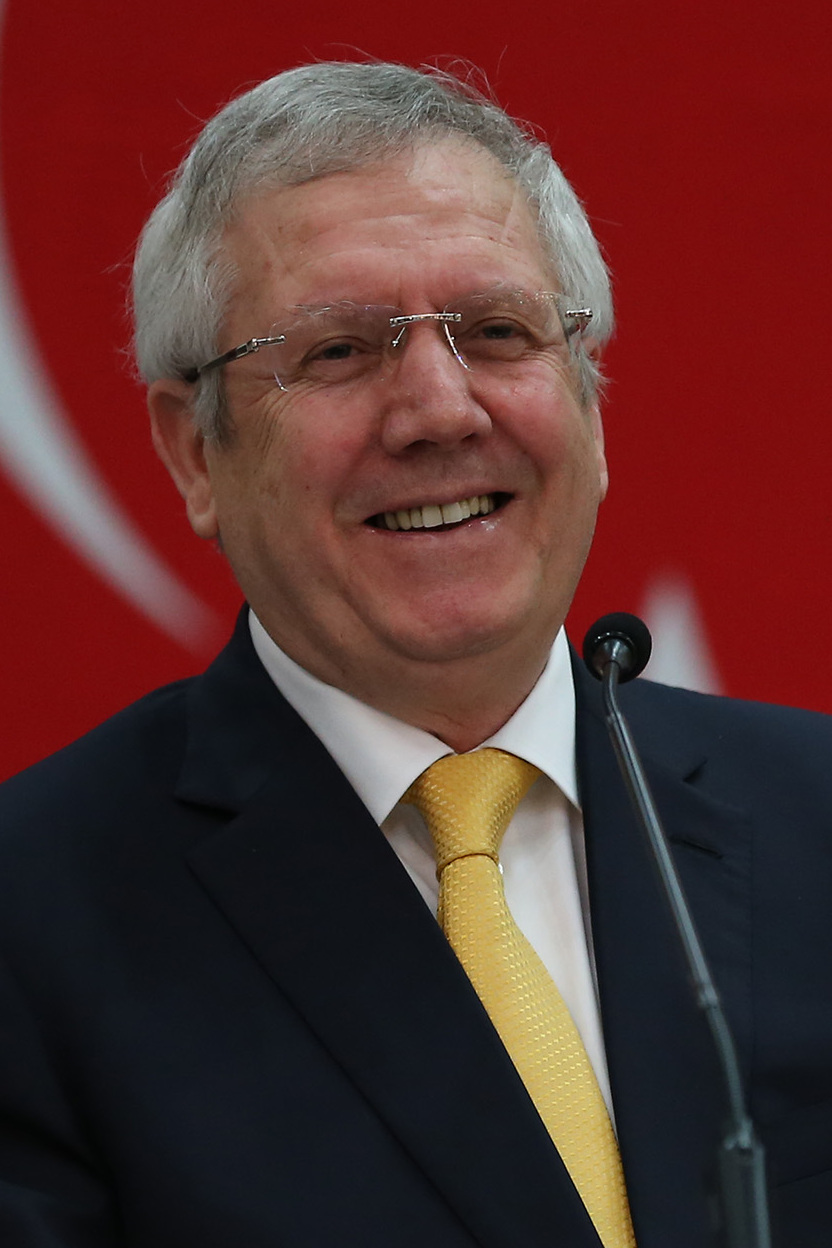
Aziz Yıldırım (2017)

## Leben
Der gelernte Bauingenieur wandelte die Fußballsparte von Fenerbahçe nach dem Vorbild westlicher Spitzenvereine in ein erfolgreiches Wirtschaftsunternehmen um. Nach verpasster Meisterschaft am letzten Spieltag in Denizli trat Yıldırım am 18. Mai 2006 als Vereinspräsident zurück, wurde aber nur kurze Zeit später, am 25. Juni, wieder zum Vereinspräsidenten gewählt.

## Verfahren
Wegen mehrerer Manipulationsvorwürfe, von denen ihn der türkische Fußballverband TFF zuvor freigesprochen hatte, war Yıldırım seit dem 3. Juli 2011 in Untersuchungshaft. Das Verfahren begann am 14. Februar 2012 in Istanbul. Am 2. Juli 2012 wurde er vom türkischen Sondergericht schuldig gesprochen und zu einer Haftstrafe in Höhe von sechs Jahren und drei Monaten verurteilt. Am 17. April 2014 bestätigte der oberste Gerichtshof das Urteil. Bis dahin war er auf freiem Fuß gewesen und blieb es zunächst auch noch anschließend.
Yıldırım legte gegen die Entscheidung des Gerichts Rechtsmittel ein. Am 23. Juni 2014 veranlasste ein Istanbuler Gericht die Wiederaufnahme des Prozesses, da der Grundsatz der Gleichbehandlung verletzt worden sei.
Das Urteil des abgeschafften Sondergerichts bleibt rechtskräftig, aber die Strafe bleibt ausgesetzt, bis das neue Verfahren abgeschlossen ist. Am 3. September 2014 wurden die Einsprüche von Trabzonspor gegen die gerichtliche Neuverhandlung und Strafaussetzung von  Yıldırım abgewiesen.

## Erfolge
Sein für 2007 zum einhundertjährigen Vereinsjubiläum anvisiertes Ziel eines Jahresumsatzes von umgerechnet 90 Millionen Euro konnte bereits 2005 erreicht werden. Yıldırım brachte den Verein an die Istanbul Stock Exchange. Mit einem Rekordumsatz von 111 Mio. Euro gehörte Fenerbahçe 2008 zu den zwanzig umsatzstärksten Klubs der Welt.